# Cristianesimo in Guinea Equatoriale
Il cristianesimo è la religione più diffusa in Guinea Equatoriale. I cristiani rappresentano circa l'88% della popolazione (di cui l'83% della popolazione sono cattolici e il 5% protestanti); il 4% circa della popolazione segue l'islam; le religioni africane tradizionali sono seguite dall'1,5% circa della popolazione; l'1,5% circa della popolazione segue altre religioni; il rimanente 5% della popolazione non segue alcuna religione. Secondo altre stime, i cristiani rappresentano il 93% della popolazione (di cui l'88% della popolazione sono cattolici e il 5% protestanti) e i musulmani il 2% della popolazione; del rimanente 5% della popolazione, una parte segue altre religioni (tra cui le religioni africane tradizionali) e una parte non segue alcuna religione. La costituzione riconosce la libertà di religione e non prevede una religione di stato. Tutte le organizzazioni religiose devono registrarsi, ma la Chiesa cattolica e la Chiesa riformata della Guinea Equatoriale sono esonerate da quest'obbligo. Nelle scuole pubbliche è previsto l'insegnamento della religione cattolica, ma i fedeli di un'altra religione non sono obbligati a seguirlo e possono sostituirlo con un corso religioso non cattolico. Le religioni registrate possono aprire proprie scuole nel rispetto dei requisiti di legge. I gruppi religiosi non possono costituire partiti politici. I religiosi stranieri devono richiedere un permesso per partecipare ad attività religiose, ma i religiosi cattolici sono esentati dal richiederlo. Per l'esercizio del proselitismo religioso porta a porta è necessario richiedere il permesso. È vietato tenere riunioni religiose in case private.

## Confessioni cristiane presenti

### Chiesa cattolica
La Chiesa cattolica è presente in Guinea Equatoriale con una sede metropolitana (l'arcidiocesi di Malabo) e 4 diocesi suffraganee.

### Protestantesimo
Le principali denominazioni protestanti presenti in Guinea Equatoriale sono le seguenti:
- Chiesa riformata presbiteriana della Guinea Equatoriale: è la più antica denominazione protestante del Paese e trae origine da una missione inviata dalla Chiesa presbiteriana statunitense nel 1850;
- Chiesa metodista della Guinea Equatoriale, espressione del movimento metodista;
- Assemblee di Dio in Guinea Equatoriale, espressione dell’Assemblea Mondiale delle Assemblee di Dio;
- Chiesa cristiana avventista del settimo giorno: presente nel Paese dal 1986, comprende 9 chiese e conta circa 1.800 membri.

Sono inoltre presenti gruppi battisti e pentecostali.